# Microregione di Colatina
Colatina è una microregione dello Stato dell'Espírito Santo in Brasile appartenente alla mesoregione di Noroeste Espírito-Santense.

## Comuni
Comprende 7 comuni:
- Alto Rio Novo
- Baixo Guandu
- Colatina
- Governador Lindenberg
- Marilândia
- Pancas
- São Domingos do Norte